# 聯邦調查局對唐納·川普處理政府文件行為的調查
2022年11月，美國司法部長梅域·加蘭任命特別檢察官傑克·史密斯領導美國聯邦調查局團隊，對前美國總統唐納德·特朗普是否不當處理政府機密和國防文件展開持續的刑事偵查，以判斷特朗普和相關人員是否觸犯了間諜法或妨礙司法公正法。2023年6月8日，特朗普在邁阿密聯邦地方法院因不當處理敏感文件被起訴，成為美國歷史上第一名遭到聯邦政府起訴的前總統。

## 背景
唐納德·特朗普於2017年至2021年間就任第45屆美國總統的時候，他處理美國機密情報的手法就引起美國聯邦情報部門和執法部門的擔憂，認為他經常迎接賓客到私人官邸海湖莊園的習慣是「向收集美國最高權力核心情報的外國間諜招手」。媒體報導特朗普於2021年向他的親信表示他認為一些以總統名義收發的函件是他的私人財產。

### 銷毀總統函件
儘管是經過至少兩名白宮幕僚長和白宮高級顧問的嚴正勸諭，特朗普不論是在白宮、海湖莊園還是空軍一號上都會「慣性地」撕毀高度敏感情報和一般的總統文件。特朗普的助手於特朗普就任總統早期就開發出一套白宮內部特別流程，將被特朗普撕毀的文件用膠帶重新貼上。對於一些無法被修復的總統文件，特朗普的助手經常使用專用焚燒袋將碎紙燒毀。另外特朗普被指至少兩度將總統文件丟進白宮的廁所中試圖沖進排污水道。

### 卸任總統
特朗普的總統任期於2021年1月20日正午完結。卸任過程被媒體形容為「匆忙而混亂的」，特朗普卸任前數週內接連有白宮助手辭職，導致剩餘的人員需要處理日益加重的業務。有前特朗普助手稱他們至少還多須30天才能完成總統卸任的流程，並指特朗普和他的幕僚長馬克·米道斯沒有在卸任前專注於管理總統文件。
特朗普卸任的兩年後的2023年5月，向有線電視新聞網的採訪承認他將機密文件從白宮運到海湖莊園，堅稱他擁有「一切權力」這麼做和卸任當時沒有刻意隱瞞，又指他已經將機密文件「解密」並有權向任何人展示，儘管他不記得曾向誰這麼做過。
前白宮幕僚長約翰·法蘭西斯·凱利指特朗普卸任時理應已經被告知，不再是美國總統的特朗普不能觸犯的機密情報規條。繼任的喬·拜登上任初就基於特朗普的「飄忽作風」指示不要對特朗普進行恆例的情報簡報，儘管對前總統提供機密情報簡報是美國白宮的傳統禮儀，這是美國歷史上首次有前總統遭拒絕授予此權限。
2023年6月26日，美国有线电视新闻网播出了一段於2021年錄製的近两分钟的录音，錄音中的特朗普承认自己拥有一份机密文件，而且該文件在他卸任總統前并未解密。

## 歸還政府文件
當特朗普於2020年美國總統選舉中敗給喬·拜登後，國家檔案和記錄管理局（NARA）就開始要求特朗普政權準備歸還政府文件的手續。根據《總統檔案法》，所有總統文件都必須在卸任前歸還給美國檔案管理員，特朗普的幕僚長馬克·米道斯回覆國家檔案局承諾他會負責著手處理相關文件。2021年5月，國家檔案局發現有缺失文件，其中包含特朗普在任時與金正恩的官方書信及一封來自第44屆總統巴拉克·奧巴馬的祝賀信。2021年5月，國家檔案局的總顧問以電郵向特朗普的代表知會有文件缺失，國家檔案局指白宮有12箱文件本應移交給檔案局卻不知所踪。2021年12月，特朗普的律師向國家檔案局承認該12箱文件正存放於海湖莊園。
2022年1月，國家檔案和記錄管理局開始從海湖莊園回收15箱來自白宮的文件，這些文件當中包含高度機密情報。隨後國家檔案局知會美國司法部相關問題，美國眾議院監督與問責委員會亦對涉事文件展開調查。司法部指示國家檔案局不要再向問責委員會透露更多細節，暗示聯邦調查局已經展開獨自的偵查。國家檔案局和聯邦特工從海湖莊園成功回收的文件中發現有148份文件包含了機密標記，其中25份是「最高機密（top secret）」、92份為「機密（secret）」和67份為「保密（confidential）」。部分文件受特別閱覽程序（SAP）監管，此類文件一般包含美國於海外的極敏感行動資訊，要求非常高的閱覽權限。

## 刑事偵查

### 司法部文件傳票
2022年5月，司法部對國家檔案局發出傳票以求獲取相關曾被存放於海湖莊園的文件，並與多名曾參與特朗普卸任過程的白宮職員面談，意味著司法部正準備為偵查不當處理文件罪行成立大陪審團，同月司法部指示特朗普必須立即歸還所有剩餘含有機密標記的政府文件。5月11日至6月3日期間，特朗普的其中一名律師埃文·科克倫亦向特朗普解釋他必須服從司法部歸還機密文件的傳票。
6月3日，司法部派遣反諜報主管傑伊·布拉特（Jay I. Bratt）及三名聯邦調查局特工前往海湖莊園與特朗普的法律團隊會面並回收傳票中提及的政府文件。會面中負責傳票的文件保管人向司法部遞交署名信證明傳票執行團隊已經對海湖莊園進行了徹底的搜查並回收所有傳票中要求的文件，特朗普的律師表示所有的政府文件都是收藏於莊園中一個地底倉庫。6月8日，反諜報主管布拉特電郵特朗普的律師要求他們加強保管政府文件的倉庫的保安並確保所有保存在莊園的政府文件都不得移出該倉庫，直到另行通知為止。6月19日，特朗普以書信知會國家檔案和記錄管理局，將前代理美國國防部長的幕僚長卡什·帕特爾和政治專欄作家約翰·所羅門列入特朗普政權文件管理代理人的行列中。

### 海湖莊園保安影像傳票
2022年6月22日，司法部對海湖莊園發出傳票，要求獲取可能拍攝到有人將政府文件擅自搬離地底倉庫的影像。聯邦調查局基於線人的舉報，懷疑有人觸犯了間諜法或妨礙司法公正法並申請對海湖莊園的搜查令。

### 聯邦調查局搜查海湖莊園

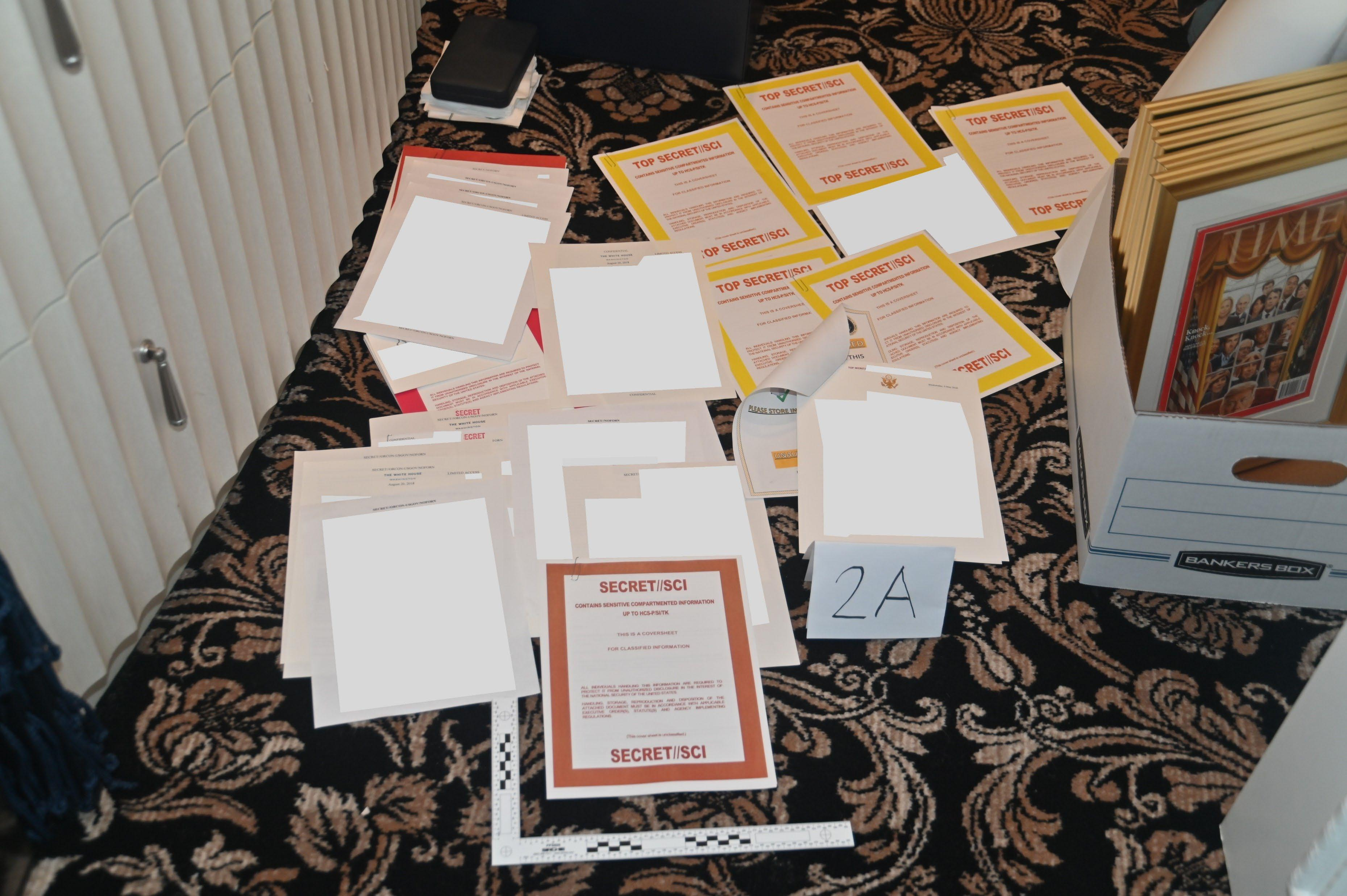
2022年8月聯邦政府搜查海湖莊園時遭搜出的部分最高機密文件

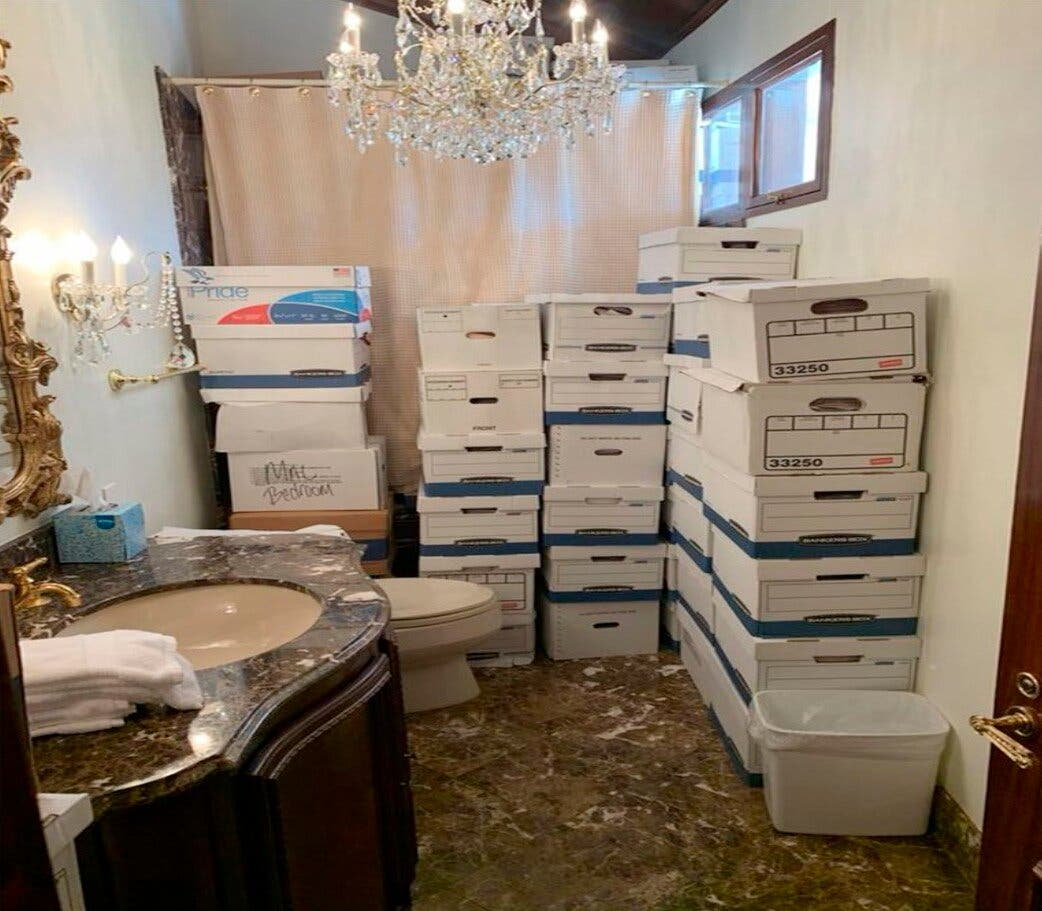
海湖莊園中用來存放總統文件的浴室廁所

在獲得海湖莊園可能還保留著機密政府文件並且有人有意圖地將文件從倉庫移走以妨礙政府調查的情報下，司法部向聯邦治安法官申請對海湖莊園的搜查令。2022年8月8日，聯邦調查局到海湖莊園執行搜查令，結果搜出數千份政府文件，其中包含有最高機密級別的敏感隔離情報（SCI）文件，此類文件只能在保安級別極高的政府隔離設施中才能開啟閱覽。
在前後三次與特朗普團隊的交涉中，聯邦政府總共回收了約1萬3千份政府文件，合計21,792頁。部分回收回來的文件中，包括含有機密標記的，曾被存放在含有個人物品如剪報、衣物、禮物或雜誌的箱子中，另外回收了數十個印有機密標記的空文件夾。

#### 特朗普的回應
特朗普稱他曾下令將所有運往海湖莊園的機密文件「解密」，但司法部和情報部都指他們找不到任何特朗普下令解密的官方文件，亦沒有任何一名前特朗普政權班子承認聽從過此項指令。只有卡什·帕特爾在一開始同意特朗普下達過此指令，但於2022年10月在大陪審團前宣誓作證時拒絕回答大部分提問。不過就算機密文件獲正式解密，特朗普擅自拿走屬於政府的文件都是違法行為。
儘管特朗普一開始並沒有配合司法部歸還所有機密文件，特朗普認為2022年8月的搜查令是不必要的，稱「只要是我們有他們想要的東西他們都能得到。」
特朗普於2023年6月在邁阿密聯邦法院遭到提審後，公開表示《總統檔案法》只是民事而非刑事法律，該法案賦予它管有任何總統文件的權力。美聯社引用法律專家反駁特朗普對該法案的解讀，指法案清晰定明只有非常小部分的總統文件屬於可以由卸任總統拿走的個人檔案，其餘大部分包括外交和國防決策等總統文件都是總統卸任時必須歸還給國家檔案局。

#### 特別專員法官
2022年8月22日特朗普入禀聯邦法院要求委任特別專員法官以清點所有被回收的政府文件並暫停司法部利用其文件進行調查，以確保不屬於搜查令涵蓋的文件歸還給特朗普。曾由特朗普任命的聯邦法官艾琳·坎農批准特朗普的申請並委任了雷蒙德·迪里出任此案的特別專員法官，迪里須於2022年11月30日前完成審核，全部費用由特朗普承擔。2022年9月21日，美國第十一巡迴上訴法院判定司法部可以繼續以從海湖莊園回收回來的機密文件進行刑事調查，而迪里無須對機密文件進行審查。9月29日，聯邦法官坎農延長迪里的審查截止日至2022年12月16日。12月1日，第十一巡迴上訴法院駁回坎農對迪里的委任，指「對搜查令的質疑不能在搜查令被執行後用於妨礙政府部門的調查工作，亦不能給予前總統這種特權。」特朗普並沒有上訴，迪里的審查到12月8日正式完結，司法部亦可以利用所有文件繼續進行調查。12月12日，聯邦法官坎農基於「缺乏管轄權」駁回特朗普的訴訟，同時亦讓特朗普無法獲得用來申請海湖莊園搜查令的未經塗改宣誓書。

### 額外缺失文件
司法部在法庭文件中指，就算是2022年8月的搜查後依然調查是否有政府文件缺失，由於在海湖莊園搜出了有機密標記的空文件夾，特朗普被懷疑是否依然不法管有政府文件。2022年9月，反諜報主管布拉特就向特朗普的法律團隊提出過這個質疑，國家檔案局亦知會美國國會特朗普依然沒有交還所有總統記錄。
2022年12月初，有報導指在聯邦法院的施壓下，特朗普的律師招聘了專門人士對特朗普的物業進行更徹底的搜索，終於在佛羅里達州西棕櫚灘的一個倉庫中找出了兩份有機密標記的文件及一部保存了將政府文件轉為電子文件的手提電腦並轉交給了聯邦調查局。該倉庫是由聯邦總務署安排以儲存特朗普任內其助手於北佛吉尼亞州辦事處的物品。其餘被搜查過但沒有發現政府文件的地方包括位於紐約的川普大廈、特朗普貝德明斯特高爾夫俱樂部及一個佛羅里達州的辦公室。特朗普的律師稱這樣就滿足了六個月前的歸還文件傳票，但司法部不同意並向華盛頓特區首席法官貝瑞爾·豪威爾指控特朗普藐視法庭。儘管這次司法程序是不公開的，豪威爾據報決定不起訴特朗普藐視法庭，要求雙方私底下解決歸還文件的問題。

### 司法程序
2022年10月13日，卡什·帕特爾出席大陪審團作證，但他提出第五修正案賦予的緘默權拒絕回答大部分提問。司法部要求聯邦法官強制他作證，但法官指除非帕特爾獲保證得到證人豁免權，否則不會同意這項要求。司法部後來賦予帕特爾有限度的豁免權（證人的證詞不能用於指證證人本身的罪行），前提是他不能作偽證，帕特爾於11月3日再度作證。
10月27日，特朗普的律師和聯邦檢察官到華盛頓特區出席聽證會，雖然聽證內容不公開，但據報是關於特朗普是否歸還了所有政府文件，同月司法部委任了負責過國際反恐和襲擊國會案件的聯邦檢察官大衛·拉斯金（David Raskin）負責海湖莊園文件案。

### 特別檢察官調查
2022年11月18日，美國司法部長梅域·加蘭任命特別檢察官傑克·史密斯領導美國聯邦調查局團隊調查不當處理政府文件案及特朗普在2021年美國國會大廈襲擊事件中扮演的角色，特別是2020年美國總統選舉後是否有任何意圖妨礙總統權力交接。12月，史密斯與他的20名檢察官團隊對特朗普曾於2020年總統選舉中在地區或州政府辦公室工作過的盟友發出傳票。

### 起訴
2023年6月8日，特朗普於邁阿密聯邦地區法院被起訴37項文件處理相關罪名，這是美國史上第一位遭聯邦起訴的前美國總統。6月13日，特朗普自行到法院出堂接受提審，他否認全部控罪。特朗普不用繳交保釋金就獲得臨時釋放，但條件是他不能與任何與本案相關證人或同樣於本案遭起訴的助手沃爾特·諾塔討論本案件。
2024年7月15日，美国佛罗里达州联邦地区法院法官艾琳·坎農裁定，负责前总统特朗普涉嫌不当处理机密文件案的特别检察官史密斯的任命违宪，无权提出诉讼而驳回指控。